# جون كاكوزا
جون كاكوزا (بالإنجليزية: John Kakooza)‏ (مواليد 12 ديسمبر 1964) هو ملاكم أوغندي، مثّل بلاده في الألعاب الأولمبية الصيفية 1984.

## روابط خارجية
جون كاكوزا على موقع أوليمبيديا (الإنجليزية)